# Charles-Emmanuel-Sigismond de Montmorency-Luxembourg
Pour les autres membres de la famille, voir Maison de Montmorency.
Charles Emmanuel Sigismond de Montmorency-Luxembourg, 10e duc de Luxembourg, 5e duc de Châtillon (Paris, 27 juin 1774 - Châtillon-Coligny, 5 mars 1861) est un homme politique et militaire français.

## Biographie

### Vie privée
C'est le second fils de Anne Charles Sigismond de Montmorency-Luxembourg (1737-1803) et de Madeleine Suzanne Adélaïde de Voyer de Paulmy d'Argenson (1752-1813). Destiné à une carrière militaire, il émigre à la Révolution. La mort de son frère aîné en 1799 le fait successeur de son père. Ce dernier meurt en 1803 en exil au Portugal.

### Vie publique
Lors de la Restauration[laquelle?], il reprend les titres de son père (duc de Luxembourg, duc de Châtillon, marquis de Royan, comte d'Olonne) et reçoit le grade de lieutenant général des armées et la charge de capitaine de la 4e compagnie des gardes du corps. Ambassadeur extraordinaire du roi Louis XVII de France auprès du roi de Portugal, à Rio de Janeiro, en 1816.

## Famille
Il épouse, le 12 mai 1834, Barbe Caroline de Loyauté (1800-1868), fille d'Anne Philippe Dieudonné de Loyauté et d'Anne Duncan Fairfax Cameron. Ils n'ont pas d'enfants.

## Distinctions

### Décorations françaises
- Chevalier de l'Ordre du Saint-Esprit (30 septembre 1820)
- Chevalier de l'Ordre de Saint-Michel (30 septembre 1820)
- Officier de la Légion d'honneur (décret du 19 août 1823)[1].
  -  Chevalier de la Légion d'honneur (décret du 18 mai 1820)
- Chevalier de l'Ordre royal et militaire de Saint-Louis
- Décoration du Lys (1814)